# San (Fluss)
Der San (ukrainisch Сян; deutsch früher auch Saan ) ist ein rechter Nebenfluss der Weichsel in Südostpolen, im Grenzgebiet zur Ukraine.
Der Fluss entspringt am Nordabhang der Waldkarpaten am Uschok-Pass auf der karpatischen Wasserscheide, unweit der Quelle des Usch. Die Quelle liegt im Südosten des Bieszczady-Nationalparks auf ukrainischem Gebiet. Piniaszkowy-Gipfel und Sjanky befinden sich in der Nähe. Der San fließt anfangs gegen Nordwesten, ab Sanok in Richtung Norden, ab Dynów nach Osten, ab Przemyśl wieder gegen Nordwesten, verlässt bei Jarosław das Gebirgsland und mündet unterhalb von Sandomierz in die Weichsel.
Wenig unterhalb seiner Quelle bildet der San auf ca. 50 km seines Laufs die Grenze zwischen Polen und der Ukraine, danach durchfließt er polnisches Gebiet.
Der San hat eine Länge von 433 km und ist damit der sechstlängste polnische Fluss. Er ist ab Jarosław schiffbar. Das Einzugsgebiet ist 16.861 km² groß, davon 14.390 km² in Polen, der Rest in der Ukraine.
Gemeinsam mit Pisa, Narew und Weichsel definierte der San die Grenze zwischen der deutschen und der sowjetischen Interessensphäre, wie sie im geheimen Zusatzprotokoll zum deutsch-sowjetischen Nichtangriffspakt vom 23. August 1939 festgelegt wurde. Nachdem in den anschließenden diplomatischen Vereinbarungen ein Abschnitt dieser Grenze von der Weichsel an den Bug verlegt worden war, wurde Polen im September 1939 zum vierten Mal geteilt.
In der ukrainischen Nationalhymne „Noch ist die Ukraine nicht gestorben“ (ukrainisch "Ще не вмерла Україна") wird der Fluss San als Teil der westlichen Landesgrenze der Ukraine erwähnt: „Brüder, stehen wir auf für eine blutige Schlacht vom San bis zum Don“. 

## Der Name
Auf alten Landkarten findet man die Schreibweisen 1097 san, reku Sanъ, k Sanovi, nad Sanomъ (1152), Sanu (1287), San 1339, Szan 1406, Sanok 1438, Saan 1439, Sayn 1445, San 1467, Szan 1517, Schan 1526.
Der Name lässt sich aus dem proto-indogermanischen Wort san („rasch“ oder „schneller Fluss“) ableiten, im Keltischen hat das Wort „San“ die Bedeutung „Fluss“.

## Wichtige Zuflüsse
| im Oberlauf - Wołosaty (links) - Solinka (links) - Hoczewka (links) - Osława (links) - Sanoczek (links) - Tyrawka (rechts) - Stupnica (rechts) | im Unterlauf - Wiar (rechts) - Wyschnja (rechts) - Rada (links) - Szkło (rechts) - Lubaczówka (rechts) - Wisłok (links) - Trzebośnica (links) - Tanew (rechts) - Bukowa (rechts) |

## Am San gelegene Städte
| - Dynów - Przemyśl, deutsch Premissel - Przeworsk - Jarosław, deutsch Jaroslau - Lesko, deutsch Lisko - Leżajsk | - Radymno - Rudnik - Sanok - Sieniawa - Stalowa Wola - Zagórz |